# Марков Леонід Васильович
Леонід Васильович Ма́рков (13 грудня 1927 — 1 березня 1991) — радянський і російський актор театру та кіно. Лауреат Державної премії СРСР (1984). Народний артист СРСР (1985).

## Життєпис
Народився у селі Олексіївка (в теперішній час в межах міста Акколь, Акмолінська область, Казахстан.
У 1931—1934 роках виконував дитячі ролі у спектаклях Саратовського драматичного театру, де працював його батько, актор Марков В. Д.
У 1945 році разом зі своєю сестрою Риммою Марковою поступив у студію при Вологодському драматичному театрі, де навчався до 1947 року, того ж року був прийнятий до студії при Московському театрі ім. Ленінського комсомолу.
Після закінчення студії у 1951 році був зарахований до трупи Театру ім. Ленінського комсомолу, на сцені якого дебютував ще у 1947-м у ролі Неходи у спектаклі «Честь з молоду». Грав Яшу а пізніше Петра Трофимова у «Вишневому саду» А. П. Чехова, Петрушина у «Живому трупі» Л. М. Толстого, та низці інших ролей класичного та сучасного репертуару.
У 1960 році Марков перейшов до Московського театру ім. Пушкіна, де зокрема грав Тимофія Рваного у «Піднятії целині» М. О. Шолохова.
З 1966 по 1986 рік працював у Театрі ім. Моссовєта, де зокрема запам'ятався по багатьох ролях, в тому числі Арбеніна у драмі М. Ю. Лермонтова «Маскарад», Звягінцева у інсценировці повести М. О. Шолохова «Вони стражались за Батьківщину», Порфірія Петровича у «Петербужських сновидах» (за романом Ф. М. Достоєвського «Злочин та покарання»). Після нетривалого перебування у Малому театрі, де грав Антипа у п'єсі М. Горького «Зикови» повернуся до театру ім. Мосради.
Багато знімався в кіно і телефільмах. Видатний драматичний і характерний актор, втілював на екрані людей сильних, яскравих.
Помер 1 березня 1991 року у Москві від раку. Похований на Кузьмінському кладовищі.
Сестра: Маркова Римма Василівна (1925—2015) — радянська і російська актриса театру і кіно. Народна артистка Росії (1994).

## Звання та нагороди
- Заслужений артист РРФСР (26.09.1969)
- Народний артист РРФСР (29.03.1977)
- Народний артист СРСР (31.01.1985)
- Державна премія СРСР (1984)
- Орден Трудового Червоного Прапора (1987)

## Фільмографія
- «Життя пройшло повз» (1958, «Черв'як»; реж. В. Басов)
- «Нехай світить!» (1960, епізод)
- «Ніч без милосердя» (1961, капітан Бенсон)
- «Двоє, які пам'ятали…» (1967, короткометражний)
- «Сильні духом» (1967, обер-лейтенант)
- «Ти і я» (1971, Сергій; реж. Л. Шепітько)
- «Російське поле» (1972, Авдій Петрович Угрюмов)
- «Останній гайдук» (1972, Бугор)
- «Слідство ведуть ЗнаТоКі. Втеча» (1973, Справа № 8 «Втеча», Багров)
- «Селянський син» (1975, Єгор Байков, батько Кості)
- «Легенда про Тіля» (1976, Іост, брат Клааса; реж. О. Алов, В. Наумов)
- «Червоне і чорне» (1976, т/с, Пан де Реналь; реж. С. Герасимов)
- «Борги наші» (1977, Іван Васильович Крутов)
- «Борг» (1977, полковник Степанов)
- «Сутичка в хуртовині» (1977, Глухов)
- «Борг» (1977, полковник Степанов)
- «І це все про нього» (1977, т/с, майстер Гасилов Петро Петрович)
- «Сіль землі» (1978, Іван Федорович Єфремов, секретар обкому КПРС (озвучив Ігор Єфімов)
- «Мій ласкавий та ніжний звір» (1978, Петро Єгорович Урбенін; реж. Е. Лотяну)
- «Гараж» (1979, професор Смирновський; реж. Е. Рязанов)
- «Сьогодні і завтра» (1979, Костянтин Петрович Осадчий, начальник цеху)
- «Вірою і правдою» (1979, Павло Рєзін; реж. А. Смирнов)
- «Час вибрав нас» (1979, професор-історик, Загорський)
- «Викрадення „Савойї“» (1979, комісар Лафонте)
- «Політ з космонавтом» (1980, Леонід Васильович Пєночкин, підполковник, начальник міліції)
- «Коней на переправі не міняють» (1980, начальник будівництва Анатолій Петрович Борисов)
- «Залишаюся з вами» (1981, полковник, Орлов)
- «Чорний трикутник» (1981, «кримінальний авторитет» Микита Африканич Махов)
- «Владивосток, рік 1918» (1982, Крайнов)
- «Острів скарбів» (1982, пірат Біллі Бонс)
- «Терміново... Таємно... Губчека» (1982, Сєдов-Матюшинський)
- «Мати Марія» (1982, Данило Скобцов)
- «Сонячний вітер» (1982, т/с, професор Карпов)
- «Не чекали, не гадали!» (1982, гендиректор Георгій Сергійович)
- «Сім годин до загибелі» (1983, Нечаєв)
- «Чорний замок Ольшанський» (1983, Лигановський)
- «Анна Павлова» (1983—1986, генерал Безобразов; реж. Е. Лотяну)
- «Дорогий Едісон!» (1986, Геннадій Аркадійович Широков, представник комітету народного контролю області)
- «Дитячий сад» (1983, удаваний сліпий; реж. Є. Євтушенко)
- «Змієлов» (1985, Петро Котов)
- «Прийдешньому віку» (1985, Павло Іванович Полосухин)
- «Живий труп» (1987, Федір Васильович Протасов)
- «Поразка» (1987, генерал Южин) та ін.

### Озвучування
- «Острів скарбів» (1971, пірат Джордж Меррі — роль Вітаутаса Томкуса)